# Manfred Wachter
Manfred Wachter (* 25. September 1969) ist ein ehemaliger österreichischer Fußballspieler auf der Position eines Mittelfeldspielers und jetziger Trainer. Wachter war lange Zeit mit der First Vienna in der Ersten Liga und kurz mit dem VfB Mödling in der Bundesliga vertreten. Aktuell ist Wachter der Trainer des Regionalligisten SC Neusiedl am See.

## Karriere (Spieler)

### Verein
Manfred Wachter gab sein Bundesliga-Debüt mit dem VfB Mödling beim Derby gegen FC Admira Wacker Mödling. Er stand in der Startelf und durfte auch das Match durchspielen. Er durfte in dieser Saison noch weitere 13 Matches absolvieren, ehe er in der nächsten Saison zum Regionalligisten SR Donaufeld wechselte. Dort kam er allerdings nur ganze drei Mal zum Einsatz, und so wechselte er wieder weiter zur First Vienna. Er blieb vier Jahre bei den Döblingern in der Ersten Liga, wo er auf über 100 Einsätze und 30 erzielte Tore kam. Im Sommer 1998 ging er zum Ligarivalen FCN St. Pölten. Er war dort beinahe bei jedem Match beteiligt, doch die konstanten Leistungen retteten seinen Wechsel zum Regionalligisten SV Würmla nicht. Nach nur einem halben Jahr aber konnte er wieder zur First Vienna zurück, wo er aber dann im Sommer entlassen wurde. Ein Jahr Vereinslosigkeit später schloss Wachter sich dem Landesligisten SC Retz an, wo er nach vier Jahren und über 100 Einsätzen seine aktive Fußballerkarriere beendete.

### Nationalmannschaft
Wachter war bisher nur in der österreichischen U-21, wo er am 30. Mai 1989 sein Debüt gegen die norwegische U-21 gab. Wachter wurde zur Pause eingewechselt; er ersetzte Andreas Heraf. Er bestritt zwölf Matches für die U-21.

## Karriere (Trainer)
Wachter begann als Spielertrainer beim SC Retz seine aktive Trainerkarriere. Nach einem Jahr, er beendete zwischendurch seine Fußballerkarriere, und einer dreijährigen Pause fing er beim SC Himberg wieder als Trainer an. Doch nach zehn Spielen und ein Schnitt von bescheidenen 1,3 Punkten pro Spiel ging er im Sommer weiter zum SV Langenrohr. Ein Jahr später wechselte er zum Ligakonkurrenten ASK Schwadorf weiter. Dort konnte er überzeugen, doch im Winter wechselte er wieder zurück zum SC Retz. Mit ihnen wurde er 2012 Meister in der Landesliga Niederösterreich und stieg in die Regionalliga Ost auf. Bis zur Winterpause der Saison 2013/14 blieb er, danach wechselte Wachter zum SC Mannsdorf. Doch noch vor der darauffolgenden Winterpause wurde Wachter entlassen, und daraufhin war er bis zum Sommer 2015 vereinslos. Im Sommer 2015 schloss er sich dem SC Neusiedl am See an, wo er auch heute noch aktiv ist.
Manfred Wachter besitzt die UEFA-A-Lizenz.

## Erfolge
- Meister Landesliga Niederösterreich: 2012

## Privates
Manfred Wachter ist der Vater von Daniel Wachter.